# Martialis heureka
Martialis heureka (von lat. Martialis „vom Mars“ und griech. εύρηκα „Ich hab’s gefunden“) ist eine Ameisenart, die im Jahre 2008 von Christian Rabeling und Manfred Verhaagh vom Naturkundemuseum Karlsruhe beschrieben wurde. Der wissenschaftliche Name weist auf das ungewöhnliche Aussehen und die komplizierte Entdeckungsgeschichte der Art hin. Bis heute sind nur drei Arbeiterinnen der Art gefunden worden.

## Merkmale
Martialis heureka wurde nach einer einzelnen Arbeiterin beschrieben. Geschlechtstiere und Larven sind unbekannt.
Das Tier ist knapp drei Millimeter lang, blass gefärbt, und augenlos. Die Kutikula ist überwiegend glatt und wenig skulpturiert, sie ist abschnittsweise spärlich abstehend behaart. Der Kopf trägt zwei auffallend lange und sehr schmale, pinzetten-artige Mandibeln, die weit außen an der Kopfkapsel eingelenkt sind. Diese sind in der Mitte gezähnt und zur Spitze hin sichelförmig (falciform). Der Clypeus ist klein und weitgehend rückgebildet, er trägt an seinem Vorderrand eine bürstenartige Behaarung. Der Kopf trägt, anders als die meisten anderen Ameisen, weder Frontalloben noch Antennengruben oder -kiele, die Antennenbasen am Vorderrand des Clypeus sind frei von oben sichtbar. Die Antennen sind zwölfsegmentig mit relativ kurzem Basal- oder Stielglied (Scapus). Der Kopf sitzt mit einer schmalen Nackenregion am Rumpfabschnitt an. An dem schmalen und schlanken Rumpfabschnitt ist die Naht zwischen Pronotum und Mesonotum deutlich, der Rumpf hier in sich beweglich. Das Propodeum trägt weder Loben noch Dornen oder sonstige Besonderheiten. Die Öffnung der Metapleuraldrüsen ist schlitzförmig und frei sichtbar. An den Beinen sind die Vorderbeine deutlich verlängert und vergrößert. Die Klauen der Tarsen sind einfach und ungezähnt. Der Petiolus ist in Seitenansicht rundlich, er besteht aus nur einem, verschmolzenen, Sklerit. Der freie Hinterleib oder Gaster beginnt mit einem Postpetiolus, der gegenüber dem restlichen Gaster etwas ringförmig eingeschnürt, aber nicht abgesetzt ist. Der freie Gaster ist in Seitenansicht tropfenförmig und seitlich etwas zusammengepresst, sein erstes Segment (das vierte Abdominalsegment) ist etwa doppelt so lang wie der Postpetiolus. Der Gaster trägt im Inneren einen recht schwachen, aber funktionstüchtigen Giftstachel.

## Fundort, Fundgeschichte
Einziger bekannter Fundort der Art ist die Umgebung von Manaus, Amazonien, Brasilien. Dort wurden 1998 zwei Arbeiterinnen von Manfred Verhaagh in einer Bodenprobe gefunden, das Material in einem Museum deponiert, wo es zunächst nicht wiedergefunden werden konnte. Nach intensiver Nachsuche gelang Christian Rabeling fünf Jahre später auf der Bodenoberfläche während der Dämmerung der Fund eines weiteren Exemplars in einem anderen, nahe gelegenen Waldstück; dieses wurde zum Holotyp der Erstbeschreibung (vgl. Foto oben). Beide Fundorte liegen im primären tropischen Regenwald.
Die ersten beiden Tiere sind später wieder aufgetaucht. Unglücklicherweise wurden sie durch eine Serie von Missgeschicken weitgehend zerstört, so dass nur einige isolierte Reste noch vorhanden sind. Weitere Funde sind bis heute ausgeblieben.

## Biologie und Lebensweise
Da bis heute nur drei Tiere entdeckt wurden, sind alle Angaben zur Lebensweise der Art mehr oder weniger spekulativ. Aufgrund des Körperbaus und der Fundumstände gilt aber eine unterirdische Lebensweise, entweder im Boden selbst oder in der Streuauflage, als sicher. Die Anatomie gibt aber keine Hinweise etwa auf ein aktives Grabevermögen. Die besondere Struktur der Mundwerkzeuge macht eine räuberische Ernährungsweise hoch wahrscheinlich.

## Phylogenie
Martialis hat eine Reihe von Merkmalen mit den Arten der, ebenfalls unterirdisch lebenden, Unterfamilie Leptanillinae gemeinsam, dazu gehören: fehlende Augen, Rumpfabschnitt (Alitrunk) durch eine durchgehende Sutur in sich beweglich, Antennenbasen frei, Frontalloben fehlend. Die besondere Struktur des Kopfs und der Mundwerkzeuge, besonders des Clypeus und der Mandibeln, findet sich so bei keiner anderen Ameisengruppe. Sie wird deshalb nicht nur in eine eigene Gattung, sondern sogar monotypisch (als einzige Art) in eine eigene Unterfamilie gestellt.
Verwandtschaftsanalysen anhand des Vergleichs homologer DNA-Sequenzen (Phylogenomik) ergaben eine isolierte und basale Stellung. Je nach Analyse war die Art entweder die ursprünglichste noch lebende Ameise, mit allen anderen gemeinsam als Schwestergruppe, oder diese Position kam den Leptanillinae zu; in diesem Falle zweigte sie dann in nächster Position ab, mit allen verbleibenden Arten außer den Leptanillinae als Schwestergruppe. Auffallend ist, dass nicht nur diese beiden, sondern fast alle der ursprünglichsten noch lebenden Ameisengruppen an eine unterirdische (hypogäische) Lebensweise angepasst erscheinen. Es wurde deshalb schon vermutet, dass diese Lebensweise für die "modernen" Ameisen (ohne die ausgestorbenen Armadiinae und Sphecomyrminae) die ursprüngliche gewesen sein muss. Danach wären alle oberirdisch lebenden Gruppen aus hypogäischen hervorgegangen.